# Die Hirtin und der Schornsteinfeger

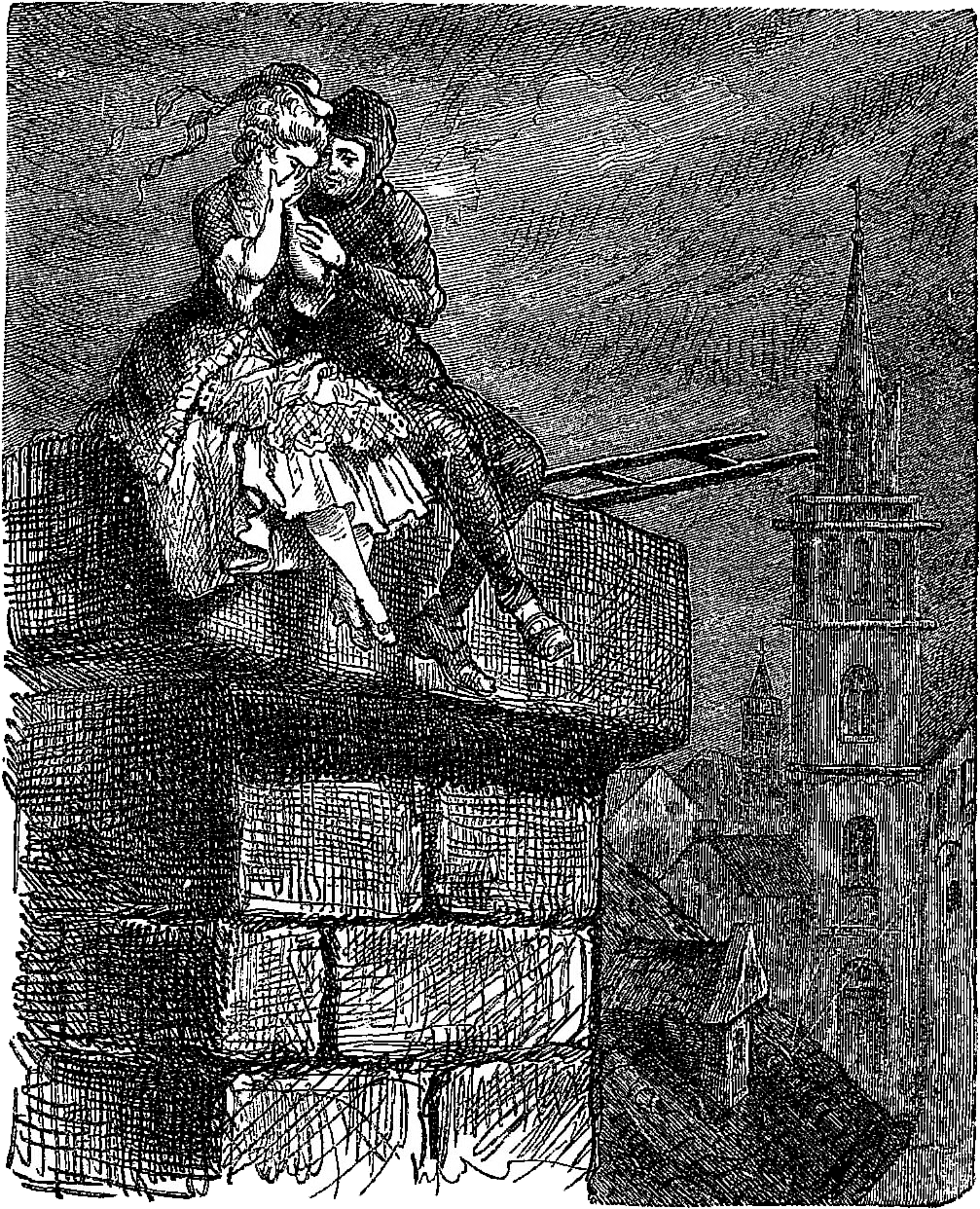
Die Hirtin und der Schornsteinfeger nach ihrer Flucht (Illustration von 1888)

Die Hirtin und der Schornsteinfeger (dänisch: Hyrdinden og Chimneysfejeren) ist der Titel eines 1845 publizierten Kunstmärchens des dänischen Schriftstellers Hans Christian Andersen. Erzählt wird die Geschichte eines Porzellan-Mädchens, das vom Großvater gegen seinen Willen mit einem Holz-Faun verheiratet werden soll und mit seinem Freund durch den Kamin flieht.
Im selben Jahr erschien die erste deutsche Übersetzung von Friedrich Carl Petit.

## Inhalt
Die vier Protagonisten der Handlung schmücken ein Wohnzimmer: Auf einem Tischchen stehen drei Porzellanfiguren und auf dem von der Großmutter geerbten reich verzierten Holzschrank thront ein geschnitzter Faun.
Eine »liebliche kleine Hirtin aus Porzellan« mit vergoldeten Schuhen, einem mit einer Rose geschmückten Kleid, einem Goldhut und einem Hirtenstab in der Hand ist ganz nah neben einen kleinen schwarzen Schornsteinfeger mit einer Leiter und einem Gesicht so weiß und rot wie das eines Mädchens gestellt worden. »[D]er Porzellanarbeiter hätte ebenso gut einen Prinzen aus ihm machen können, wenn er gewollt hätte. […] und da sie nun einmal beisammenstanden, hatten sie sich verlobt. […] Sie waren junge Leute, aus demselben Porzellan und beide gleich zerbrechlich.«
Sie werden überwacht von einem dreimal so großen Chinesen, angeblich dem Großvater der Hirtin, der mit dem Kopf nicken kann, wenn der Faun einen Wunsch hat. Er behauptet, »Gewalt« über seine Enkelin zu haben, und verspricht sie mit einem Kopfnicken dem von den Kindern des Hauses wegen seiner Ziegenbocksbeine und seinen Hörner »Ziegenbocksbein-Oberunduntergeneralkriegskommandiersergant« genannten Faun auf dem gegenüberstehenden Schrank. Dieser soll aus edlem Mahagoniholz geschnitzt sein und den ganzen Schrank voll Silberzeug besitzen. Außerdem hat er darin seinen Harem untergebracht. Die Hirtin will nicht in den dunklen Schrank hinein zu den anderen elf Porzellanfrauen.
Da die Hochzeit bereits für die nächste Nacht geplant ist, bittet die »bitterlich« weinende Hirtin ihren »Herzallerliebsten«, mit ihr in die »weite Welt hinaus« zu fliehen. Er stimmt sofort zu und versichert, er werde »bestimmt gleich Arbeit [finden], um [sie beide] zu ernähren«. Er hilft ihr mit seiner Leiter, vom Tisch herunter auf den Fußboden zu klettern. Der Mahagoni-Faun sieht der Flucht entsetzt zu und ruft aufgeregt dem Chinesen zu: »Nun laufen sie fort!« Darauf verstecken sich die beiden in der Schublade des Fenstertischchens, in der gerade in einem kleinen Puppentheater vor dem Spielkartenpublikum eine Komödie über »zwei Personen, die einander nicht bekommen konnten« gegeben wird. Ein solches Liebesleid hält die Hirtin nicht aus und verlässt mit ihrem Freund die Schublade. Der Schornsteinfeger schlägt zuerst ein neues Versteck in der mit wohlriechenden Blättern gefüllten großen Potpourrivase vor. Aber die Hirtin traut dieser nicht, weil sie einmal mit dem Chinesen verlobt war und in alter Verbundenheit sie verraten könnte. So entschließen sich die beiden, durch den Ofen und den Schornstein, wo der Verlobte in seinem Element ist, so hoch zu steigen, dass die Verfolger sie nicht erreichen können, und oben durch die Öffnung in die weite Welt hinauszuziehen, auch auf die Gefahr hin, nie mehr zurückkommen zu können. Bei ihrem mühsamen Aufstieg werden sie durch einen Stern geleitet, den sie durch den Schlot erblicken.
Oben angekommen, müssen sie sich erst einmal auf dem Schornsteinrand ausruhen. »Hoch über ihnen dehnt[-] sich der Himmel mit seinen hellen Sternen, und tief unter ihnen l[ie]gen die dunklen Dächer der Stadt. Unendlich weit [können] sie schauen, unendlich weit in die große Welt. So hat[-] sich die arme Hirtin das nicht vorgestellt. […] ›Das ist zu viel!‹ sagt[-] sie, ›das kann ich nicht ertragen! Die Welt ist allzu groß!‹« Trotz der Warnung des Schornsteinfegers vor dem Chinesen und dem Ziegenbockbein bittet sie ihren Verlobten, sie wieder zurückzubegleiten, und so klettern sie mit viel Mühe wieder den Schornstein hinunter.

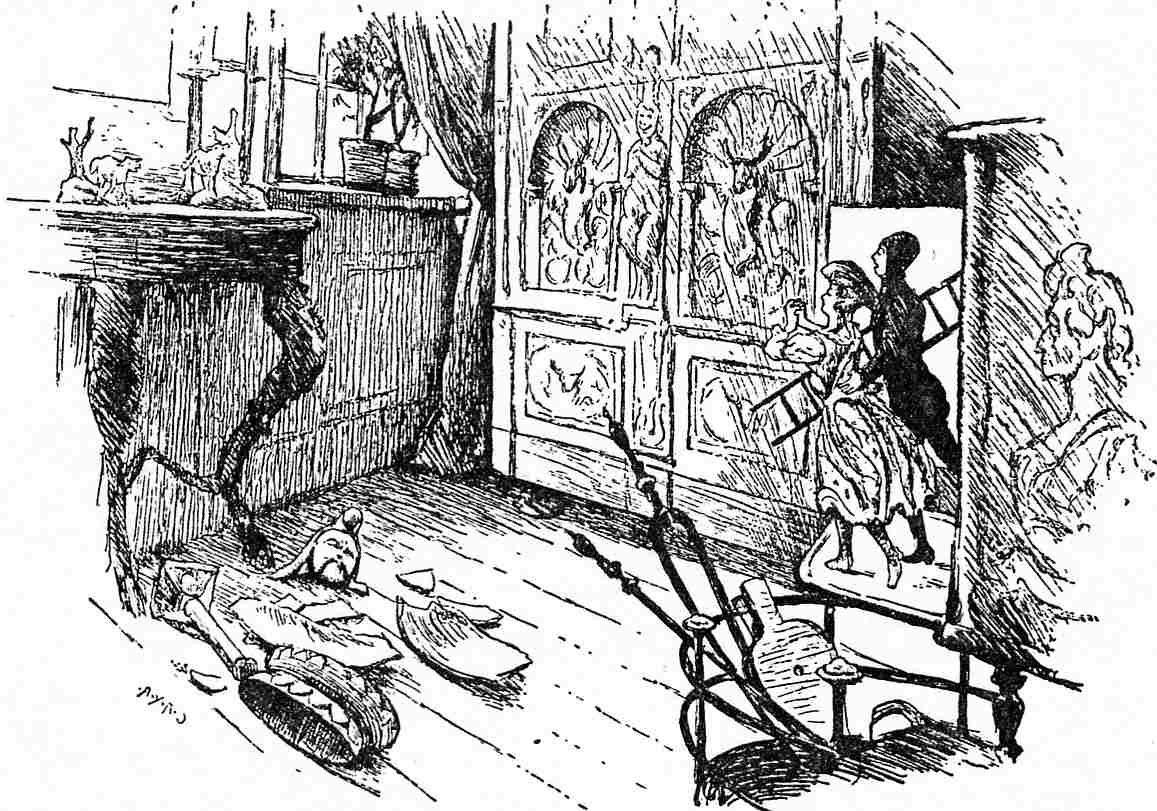
Rückkehr (zeitgenössische Illustration)

Im Zimmer finden sie den Chinesen in drei Stücke zerschlagen kopflos auf dem Fußboden liegen und die Hirtin fühlt sich sogleich am Sturz des Großvaters schuldig. Ihr Freund beruhigt sie, die Scherben könnten wieder zusammengeklebt werden und dann könne er ihnen »noch manches Unangenehme sagen«. Und so geschieht es: Die Familie lässt den Chinesen reparieren. Er sieht fast wie neu aus, nur kann er, geklammert, nicht mehr mit den Kopf bewegen und dem Ziegenbocksbein-Mann nicht mehr die Enkelin versagen.
»So blieben die Porzellanleute beisammen, und sie segneten des Großvaters Klammer und liebten sich, bis sie zerbrachen.«

## Rezeption
Zur Entstehungszeit der Hirtin waren Andersens Märchen-Publikationen in Deutschland erfolgreich. Seine Beliebtheit beim Publikum kam 1846 auch durch die Verleihung des preußischen Roten Adlerordens zum Ausdruck. In Dänemark war der Dichter lange Zeit ignoriert oder abwertend rezipiert, teilweise wegen seiner Selbstbezogenheit verspottet worden und sein Tourismus wurde ihm zum Vorwurf der Ruhmsucht gemacht. Aber die häufigen Reisen in die Türkei, nach Italien, Deutschland, Spanien und in die Schweiz inspirierten Andersen zu immer neuen Geschichten und Variationen traditioneller Motive, wie die Verfolgung eines jungen Liebespaares durch böse Mächte, Auszug und Rückkehr und nachts zum Leben erwachte Puppen in der Hirtin. Die anhaltende Beliebtheit dieser ironisch gebrochenen Gestaltung zeigen die vielen Übersetzungen in weltweiter Publikation sowie die zahlreichen Zeichentrick-Adaptionen und Hörbücher. Im Ausland fand Andersen bereits in den 1830er Jahren bei vielen Schriftstellern Anerkennung: in England befreundete er sich mit Charles Dickens, in Deutschland mit Chamisso (1831), in Frankreich mit Heinrich Heine, Honoré de Balzac und Alphonse de Lamartine, die er im Salon Virginie Ancelots traf. Alexandre Dumas nannte ihn »den guten, liebenswürdigen dänischen Dichter«.

## Adaptionen
Filme

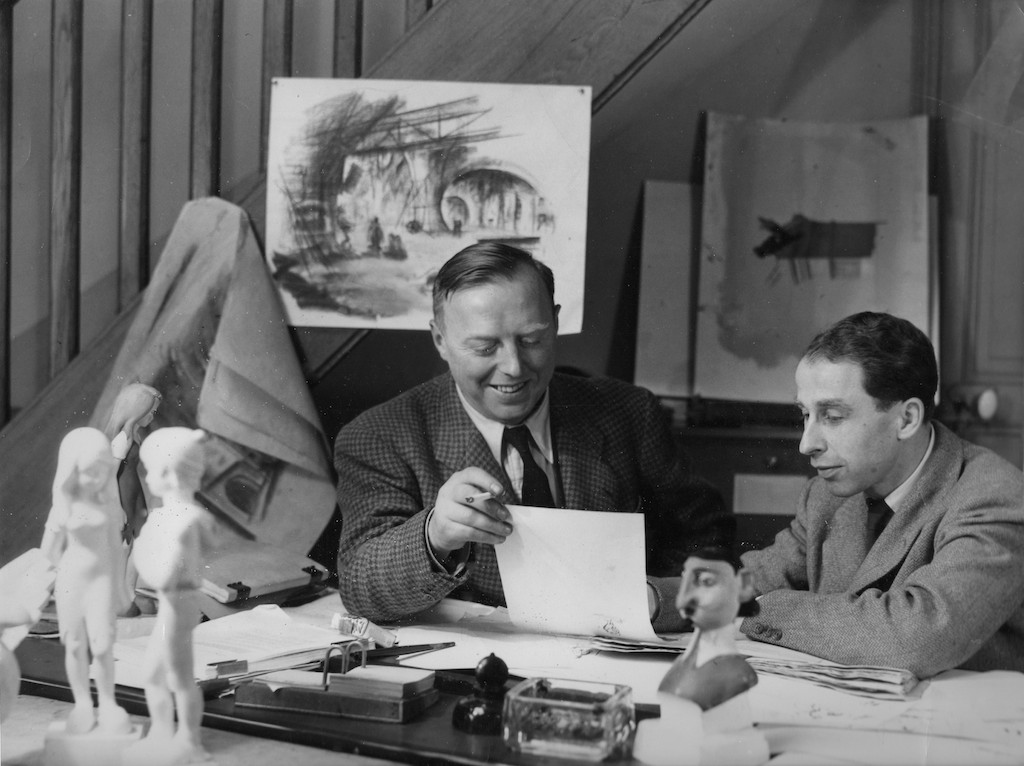
Paul Grimault (links) und André Sarrut (Produzent) hinter den Figuren der Hirtin und des Schornsteinfegers (Foto von 1953).

Andersens Märchen diente als Vorlage einiger Zeichentrickverfilmungen, z. B.:
The China Shop ist ein kurzer Trickfilm von Walt Disney aus der Silly Symphonies Serie (1934):
In der Nacht werden die Porzellanfiguren lebendig und tanzen. Ein Dämon will ein Mädchen entführen und der Freund des Mädchens versucht es zu retten. Im Kampf wirft der Dämon mit Geschirr nach ihm, beschädigt dabei viele Gegenstände, wird jedoch am Ende besiegt und zerbricht in Stücke. Am nächsten Morgen sieht der Besitzer den Schaden und verkauft die Porzellanfiguren als Antiquitäten.
Paul Grimault adaptierte Andersens Märchen zweimal für Zeichentrickfilme: zuerst 1953 unter dem Titel La bergère et la ramoneur und nochmals 1979 für Der König und der Vogel (Le roi et l’oiseau).
Letzterer Film ist eine freie Bearbeitung der Andersen-Motive und Erweiterung der -Handlung, wurde nach einer langen Entstehungszeit 1979 fertiggestellt. Nur die ersten Szenen des Films beziehen sich auf die Dreiecksbeziehung Faun-Hirtin-Schornsteinfeger. Anstelle des Wohnzimmers ist der Handlungsort ein Schloss. Der Faun wird durch den tyrannischen und herzlosen König des Königreichs »Takicardia«  Karl »fünf und drei ist acht und acht ist sechzehn« ersetzt und aus den Porzellanfiguren werden Bilder, die zum Leben erwachen. Wie im Märchen möchte der König die Hirtin zur Frau. Diese liebt aber den Schornsteinfeger und beide fliehen durch den Schornstein aus dem Schloss ins weite Land. Jetzt beginnt eine abenteuerliche Verfolgungsjagd durch das Königreich mit Gefangennahme und Befreiung, bei der ein Vogel das Liebespaar beschützt und den König bekämpft.
Die russische Version des Märchens Die Hirtin und der Schornsteinfeger wurde von Lev Atamanov im Sojusmultfilm-Zeichentrickstudio in Moskau hergestellt (1965). Daneben existiert auch eine russische Realverfilmung des Stoffes aus dem Jahr 1970, die unter dem Titel »Ein Märchen über Märchen« in Deutschland auf VHS erschienen ist.
Die Hirtin und der Schornsteinfeger wurde als Episoden 13 und 14 der Zeichentrick-Fernsehserie »Andersens Märchen« 1971 von Mushi Production und Zuiyo Enterprise produziert und in Japan von Fuji TV, in Italien von Paramount Television seit 1983 von mehreren lokalen Fernsehsendern ausgestrahlt.
Hörspiele
Der Rundfunk der DDR produzierte 1985 Die kleine Hirtin und der Schornsteinfeger als Kurzhörspiel unter der Regie von Petra Wellner. Zu den Sprechern gehörten u. a. Manon Marschner, Marie Gruber und Carl Martin Spengler. Erstsendung: 9. Februar 1986. Abspieldauer: 17'12 Minuten.
Im Jahr 1996 entstand beim WDR in der Reihe Als das Wünschen noch geholfen hat … eine Hörspielfassung unter dem Titel Der König und der Vogel. Hier wurde auch Bezug genommen auf den gleichnamigen französischen Zeichentrickfilm (s. o.). Uwe Schareck erstellte die Hörspielfassung und führte Regie. Es sprachen u. a. Walter Renneisen, Lena Stolze, Christian Brückner und Horst Bollmann. Erstsendung: 29. Dezember 1996. Abspieldauer: 27'35
Minuten.
Musik
Das Album The Song Is a Fairytale (1994) des dänischen Komponisten Frederik Magle enthält Lieder, die auf Andersens Märchen basieren, darunter eine Adaption von The Shepherdess and the Chimney Sweep.
Illustrationen
Andersens Märchen wurde in den verschiedenen Ausgaben immer wieder neu illustriert, v. a. die Szene auf dem Schornstein, z. B. von Vilhelm Pederson, Hans Tegner, Bertall, Helen Statton und Sabine Friedrichson.

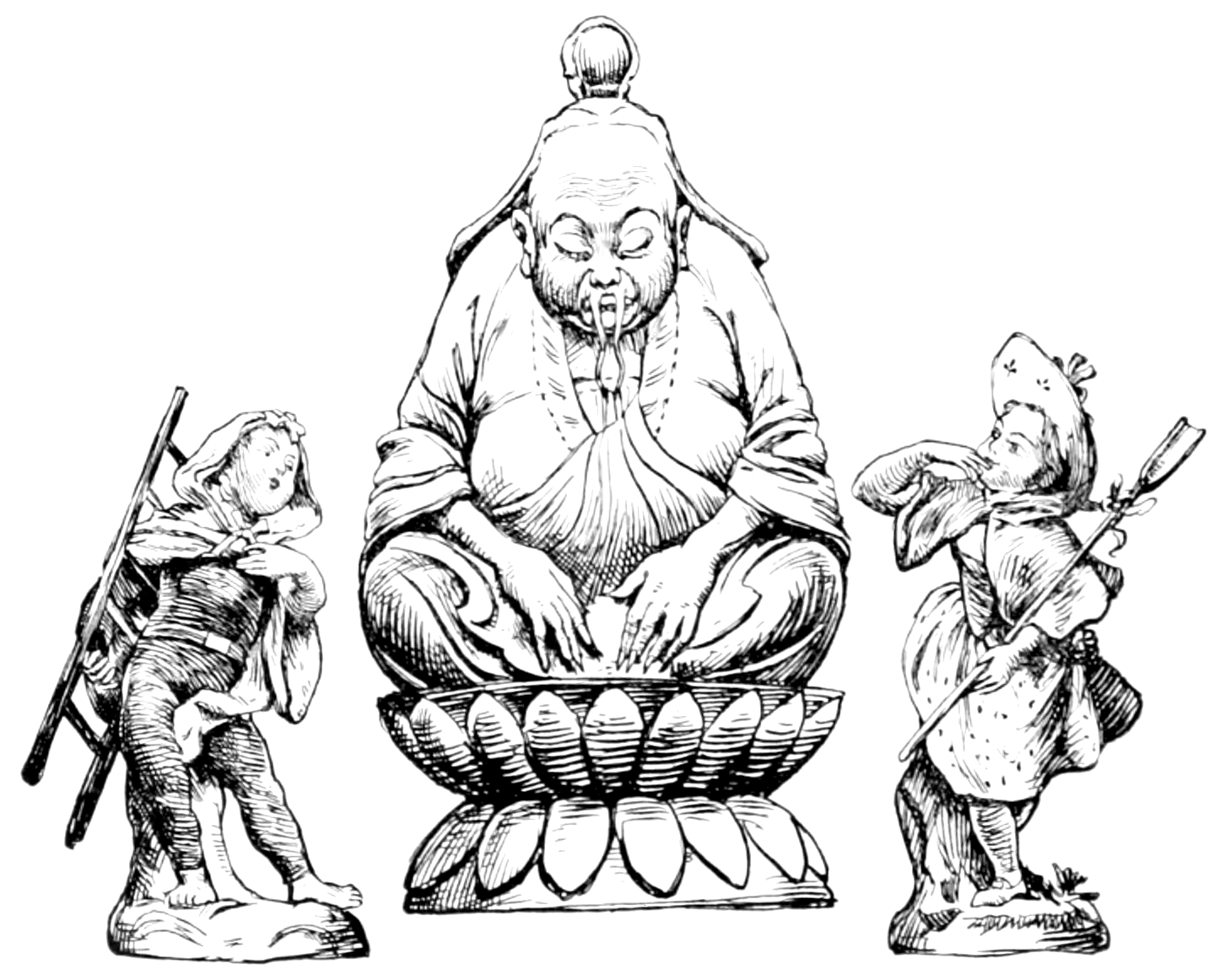
Drei Porzellanfiguren (Tegner, 1900)
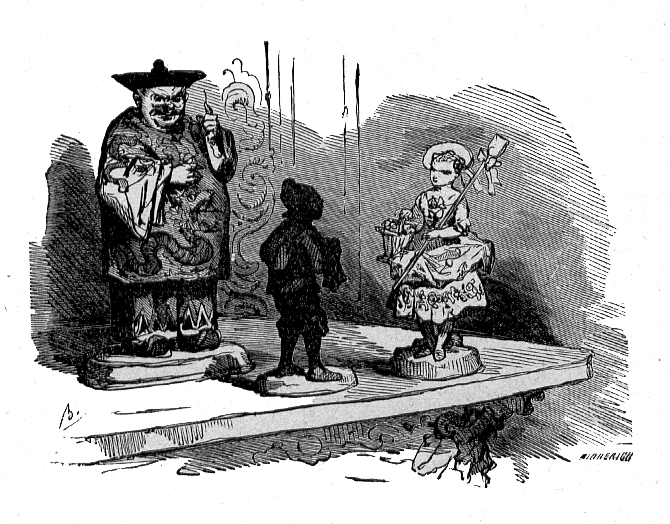
Drei Porzellanfiguren (Bertall)
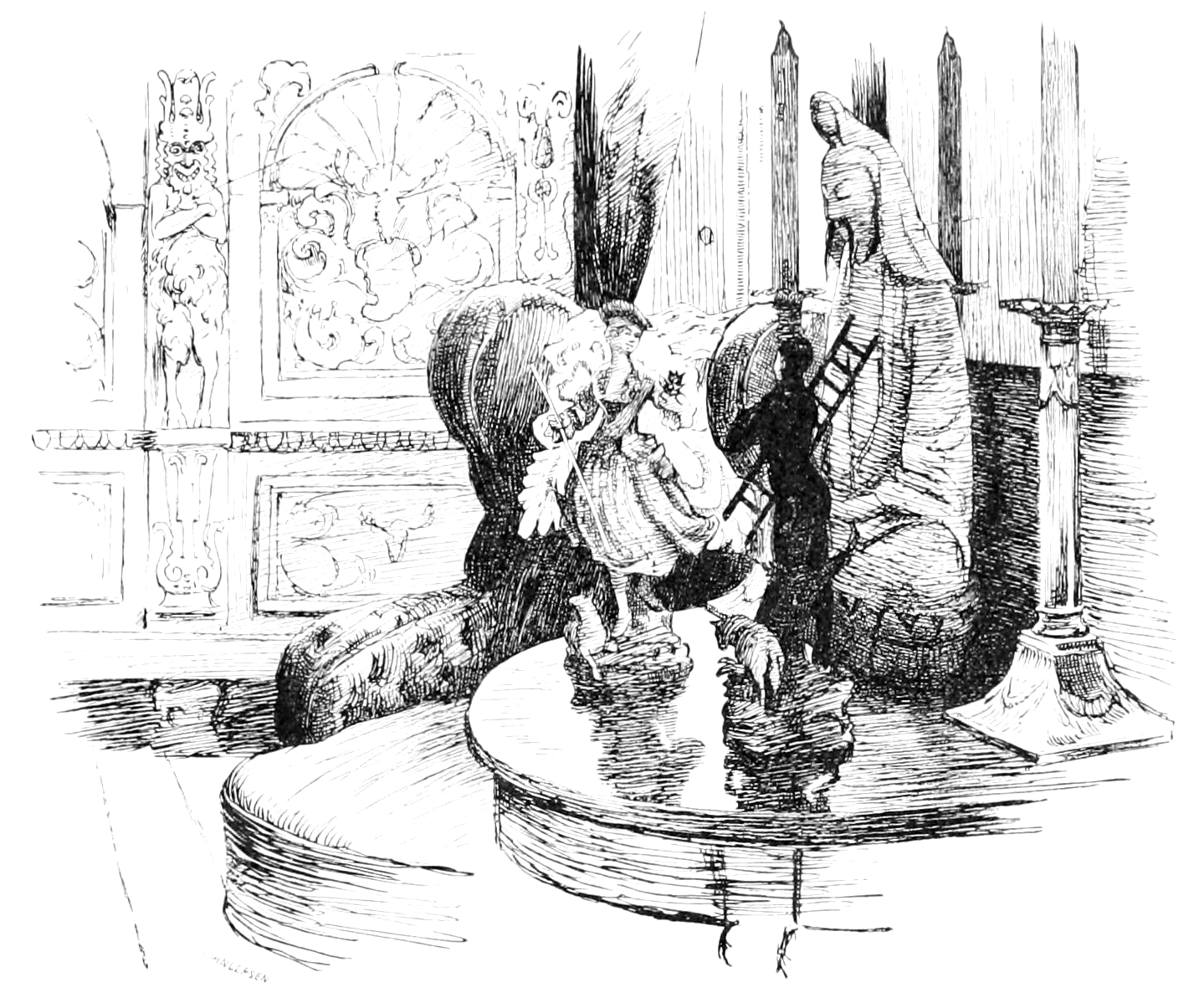
Drei Porzellanfiguren (Tegner, 1900)
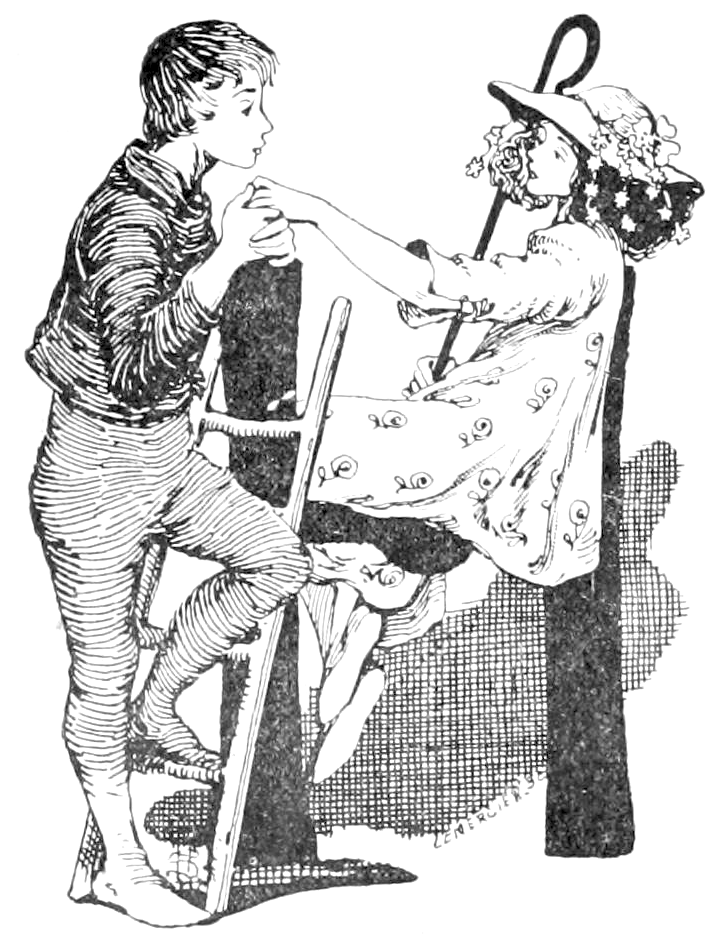
Hirtin und Schornsteinfeger (Stratton, 1899)
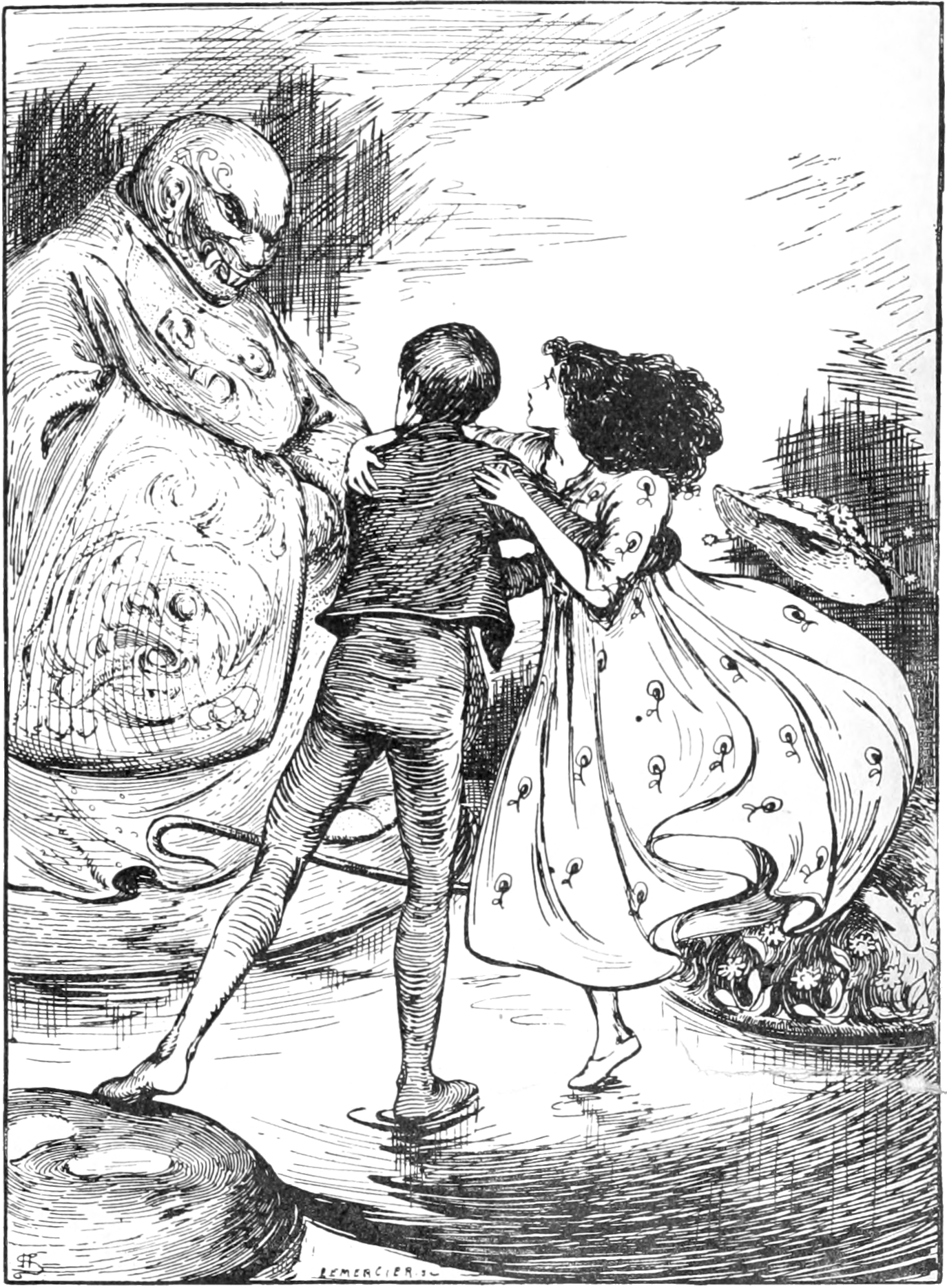
Ankündigung des Heiratsplans (Stratton, 1899)
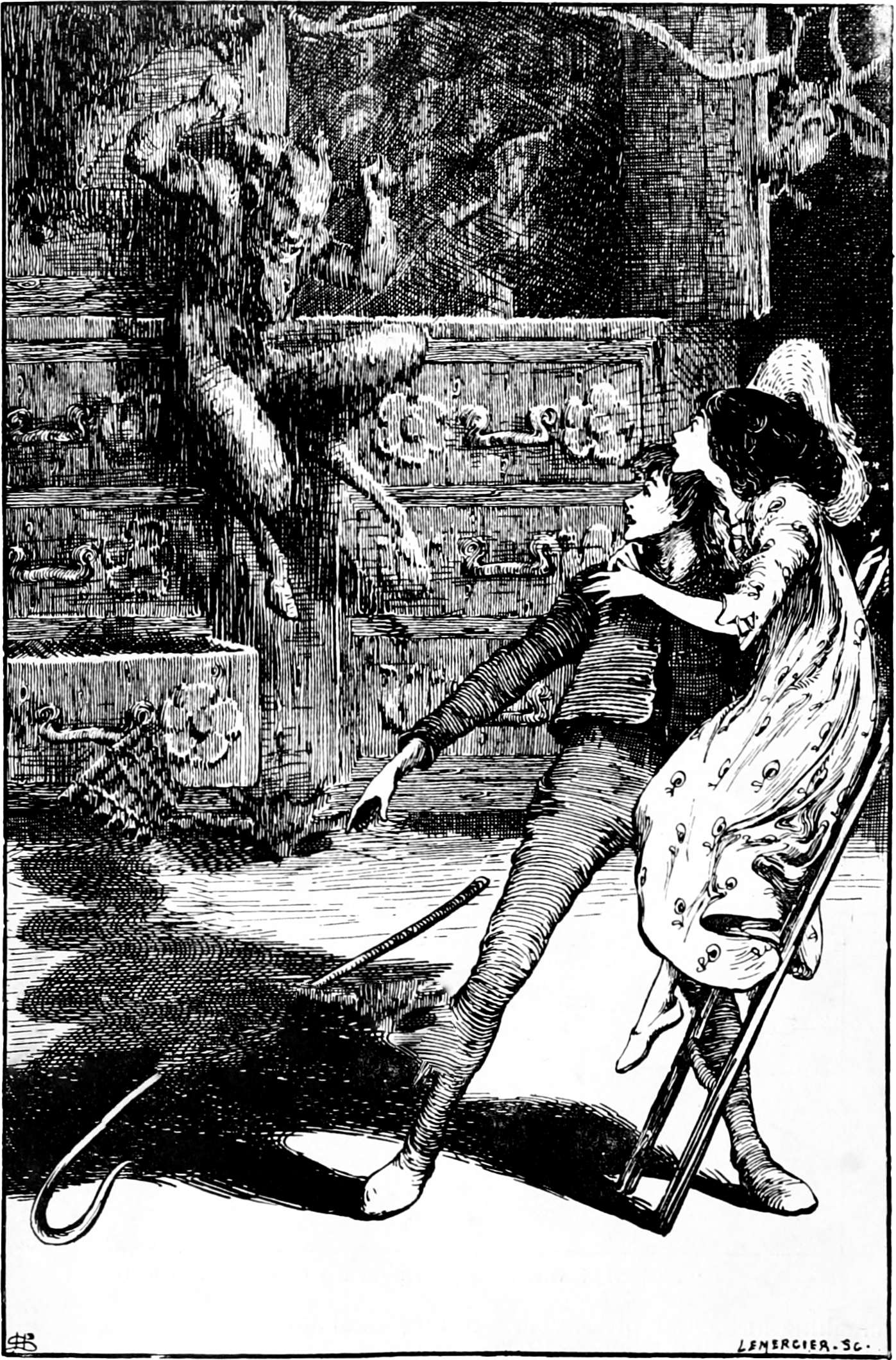
Angst vor dem Faun. (Stratton, 1899)
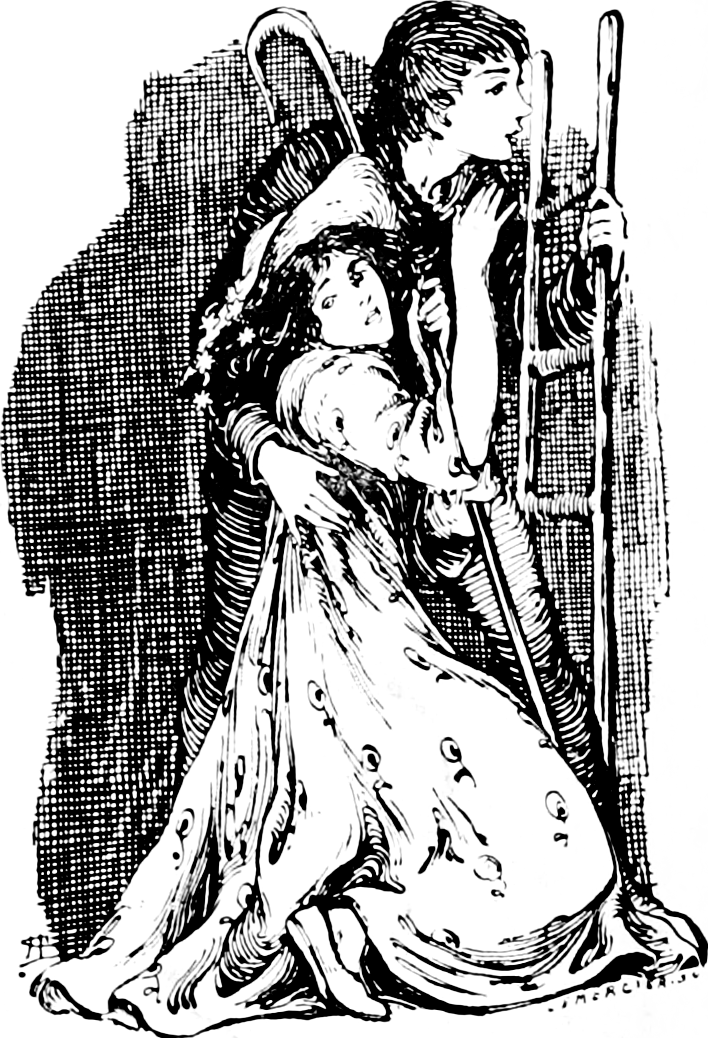
Suche nach einem Versteck (Stratton, 1899)
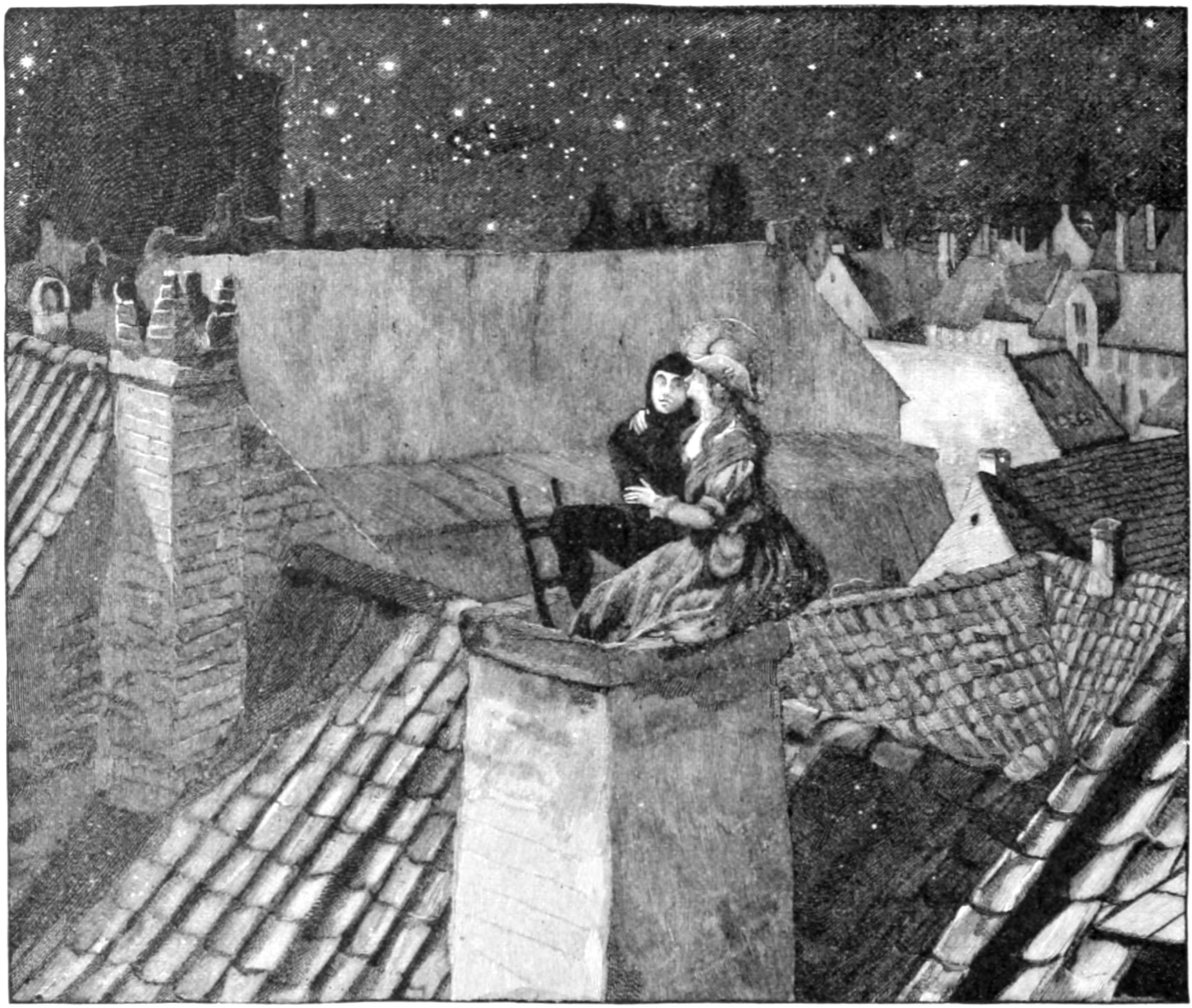
Auf dem Schornstein (Tegner, 1900)
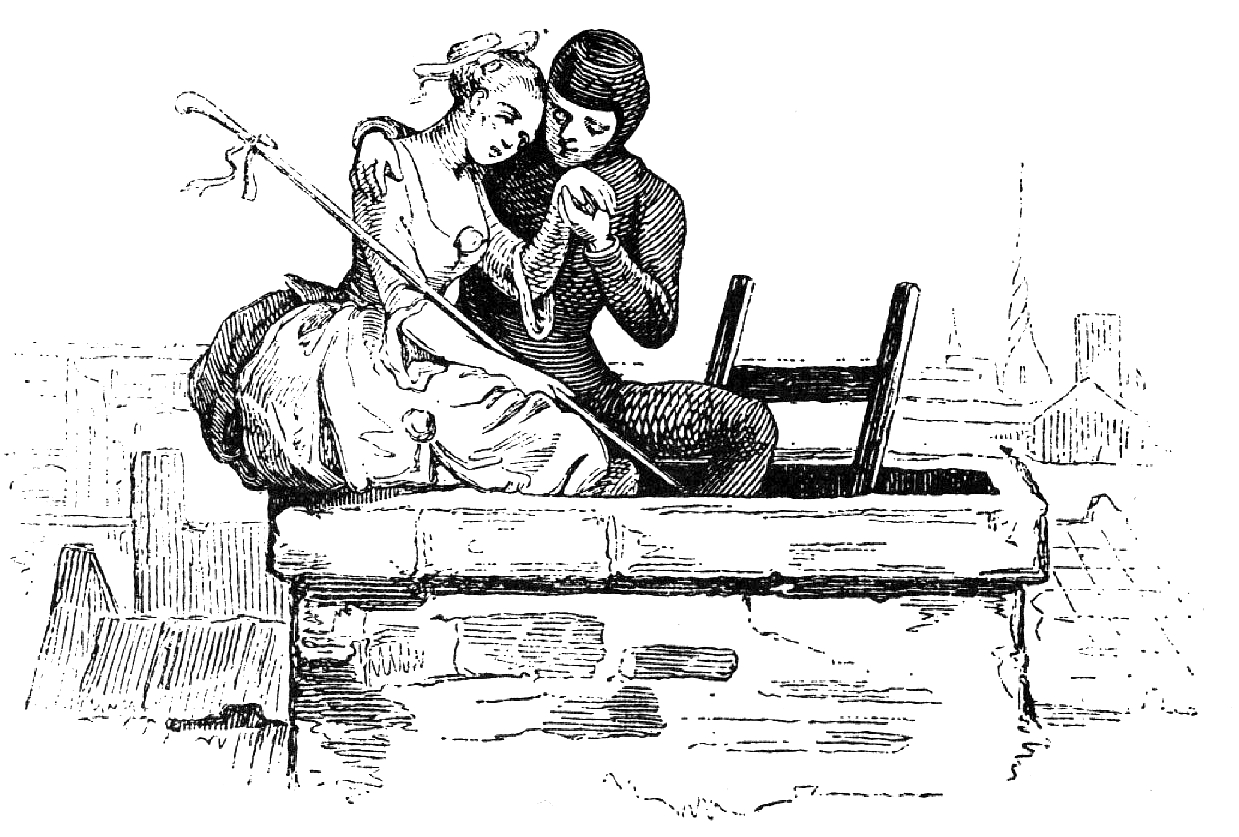
Auf dem Schornstein (Pedersen, 1849)
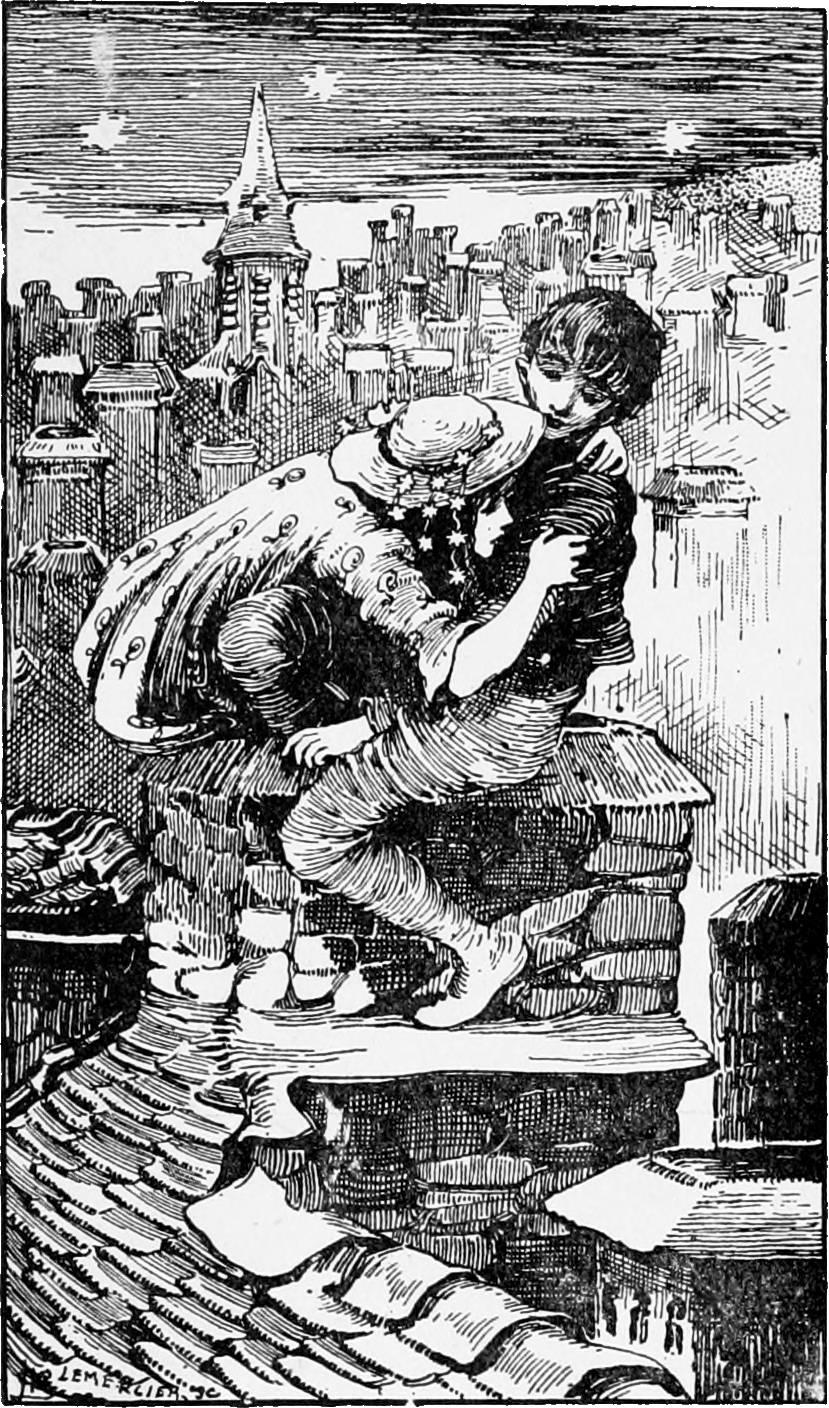
Auf dem Schornstein (Stratton, 1899)
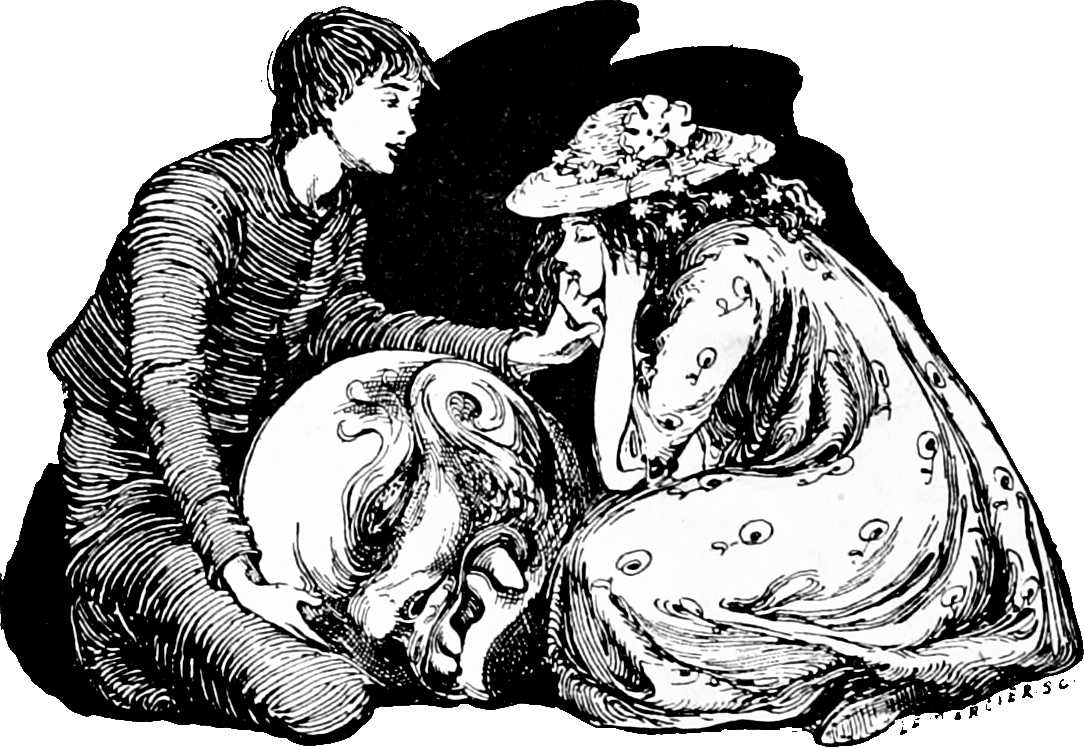
Der Chinesen-Kopf (Stratton, 1899)

Skulptur
In Andersens Geburtsstadt Odense wurde 1995 in der Kongensgade eine Hirtin-Schornsteinfeger-Skulptur des schwedisch-dänischen Bildhauers Bengt Pontus Kjerman enthüllt: Auf einem 5 Meter hohen Sockel umarmen sich die beiden Hauptfiguren, wie im Märchen auf dem Schornstein. Der Chinese und der Faun stehen am Fuß des Denkmals.

## Deutsche Übersetzungen
- Neue Mährchen von H. C. Andersen. Aus dem Dänischen von Dr. Le Petit. Kittler, Hamburg, 1845.
- Andersens Märchen. Aus dem Dänischen übersetzt von Pauline Klaiber. Stuttgart, 1900.

Mit 44 Vollbildern und 167 Abbildungen im Text nach Zeichnungen von Professor Hans Tegner, Kopenhagen. Übersetzung: Pauline Klaiber. Paul Neff Verlag, Esslingen/Neckar, 1909.
- Märchen. 2 Bände. Bilder und Auswahl von Sabine Friedrichson. Aus dem Dänischen von Albrecht Leonhard. Beltz & Gelberg. 1985.